# Boguti (Sjenica)
Pour les articles homonymes, voir Boguti.
Boguti (en serbe cyrillique : Богути) est un village de Serbie situé dans la municipalité de Sjenica, district de Zlatibor. Au recensement de 2011, il comptait 53 habitants.

## Démographie
| 1948 | 1953 | 1961 | 1971 | 1981 | 1991 | 2002 | 2011 |
| ---- | ---- | ---- | ---- | ---- | ---- | ---- | ---- |
| 191  | 219  | 202  | 135  | 107  | 78   | 72   | 53   |

|  |